# Boscassé
Le Boscassé est un ruisseau qui traverse les départements des Hautes-Pyrénées et du Gers et un affluent droit de l'Arrioutor dans le bassin versant de l'Adour.

## Géographie
D'une longueur de 14,1 kilomètres, il prend sa source sur la commune de Castelnau-Rivière-Basse (Hautes-Pyrénées), à l'altitude 235 mètres, sous le nom de Le Doue.
Il coule du sud-est vers le nord-ouest et se jette dans l'Arrioutor à Riscle (Gers), à l'altitude 103 mètres.

### Communes et départements traversés
Dans le département des Hautes-Pyrénées, le Boscassé traverse une commune et un canton : Castelnau-Rivière-Basse (source - canton de Castelnau-Rivière-Basse), puis s'écoule dans le département du Gers en traversant quatre communes et deux cantons, dans le sens amont vers aval : Goux, Cannet, Cahuzac-sur-Adour et Riscle (confluence), soit en Rivière-Basse.
Soit en termes de cantons gersois, le Boscassé arrose le canton de Plaisance et conflue dans le canton de Riscle.

## Affluents
Le Boscassé n'a pas d'affluent référencé par le SANDRE.